# Max Strauß (Übersetzer)
Max Strauss (* 1888 in Aachen; † 1956) war ein deutscher Rechtsanwalt und Übersetzer jüdischer Herkunft.

## Leben
Der Bruder des Schriftstellers Ludwig Strauss war der Sohn des Aachener Kaufmanns Emanuel Strauß (1858–1921) und dessen Ehefrau Henriette (geborene Lorsch; 1857–1936), die beide aus hessischen assimilierten Landjudenfamilien stammten.
Es gibt bislang nur wenige Hinweise auf Max Strauß, von denen die meisten bei Gershom Scholem zu finden sind. Dieser widmete Max Strauß eine kurze Passage in seinem Buch Von Berlin nach Jerusalem. Jugenderinnerungen.:S. 118–120 Daraus ergibt sich, dass Strauß drei Monate vor dem Ausbruch des Ersten Weltkriegs zusammen mit seiner Frau Hanna nach Eretz Israel gegangen sei und dort auch bleiben wollte. Dieses Vorhaben wurde durch den Kriegsausbruch vereitelt und Strauß und seine Frau zur Rückkehr nach Deutschland gezwungen.
Scholem lernte Strauß Anfang 1917 kennen, nachdem er eine scharfe Polemik über eine Übersetzung von Alexander Eliasberg verfasst hatte. Strauß gefiel diese Polemik, und er lud daraufhin Scholem zu einem Besuch ein. Scholem lernte einen „ungewöhnlich begabten, sehr sensiblen und großartig aussehenden jungen Rechtsanwalt noch unter dreißig“ kennen, der in vielem mit ihm übereinstimmte, „was Zionisten damals beschäftigte. Er neigte denselben radikalen Auffassungen über das Judentum in Deutschland und seine Zukunft zu, aber er vertrat sie mit einer mir unerreichbaren Gelassenheit und Vornehmheit, die ihm die scharfen Zusammenstöße ersparte, die meinen Weg bezeichneten.“ Durch Strauß machte Scholem die Bekanntschaft von Samuel Agnon.
Max Strauß war der erste, der Schriften von Samuel Agnon aus dem Hebräischen ins Deutsche übertrug. Scholem erklärte dazu:

„Er hatte mehrere Jahre ziemlich ordentlich hebräisch gelernt, fühlte sich aber besonders in rabbinischem Hebräisch nicht sicher und konsultierte gern Menschen, die ihm darin und in der Kenntnis jüdischer Realien über waren. Sein deutsches Sprachgefühl war außerordentlich, und er hatte den Plan gefaßt, Agnons erstes Buch, die 1912 in Jaffa erschienene Erzählung Und das Krumme wird gerade so zu übersetzen, daß der Tonfall und die Struktur des Agnonschen Hebräisch möglichst erhalten bleiben sollte.“

Über Strauß’ Übersetzung von Und das Krumme wird gerade schrieb Scholem 1965 angesichts des „besonderen Charakter[s] der Sprache der Agnonschen Texte“:

„Zu groß erschienen die Schwierigkeiten, die sich einer Abbildung dieser Sprache im Medium etwa des Deutschen entgegenstellten, wo ja die ganze Fülle der Obertöne in den Anspielungen und Zitaten verloren gehen mußte. Vor fast fünfzig Jahren erschien eine, in ihrer Art bezaubernde Übertragung von Agnons erstem hebräischen Buch Und das Krumme wird gerade, deren Übersetzer, Max Strauß, versuchte, die Eigenheiten des hebräischen Erzählungsstils und der Agnonschen Syntax durch möglichst wortgetreue Wiedergabe für das Deutsche zu ›retten‹. Mit Recht hat damals Max Brod in der ›Neuen Rundschau‹ die Erzählung und ihre Übersetzung sehr gerühmt.“

Scholem verband aber sein Lob für Strauß mit der Einschränkung, dass dessen Übersetzungstechnik nur bei Geschichten mit geringem Umfang funktioniere, nicht aber bei einem umfangreicheren Buch. Eine angemessene Übersetzung für ein solches Vorhaben erblickte Scholem nun in derjenigen von Karl Steinschneider, der einen 1964 auf Deutsch erschienenen Roman von Agnon aus dem Hebräischen übersetzt hatte. Steinschneiders Übersetzung war die erste nach denen von Strauß aus den 1920er Jahren.
Der bislang letzte Hinweis auf Max Strauß stammte auch von Scholem: Er habe 1935 Alija gemacht.

## Werke
Agnon-Übersetzungen
- Und das Krumme wird gerade, 1918 (mehrere Folgeauflagen).
- Die Erzählung vom Toraschreiber, 1923.
- Der Verstoßene, 1923.

Sonstige Schriften
- Eine Aussprache zur Judenfrage, in: Der Jude, Jg. 1, Heft 11, Februar 1917, S. 772–774.
- Über seine juristischen Schriften informiert dessen VIAF-Seite: Strauss, Max 1888-1956